# Schindleria praematurus
Schindleria brevipinguis — яка, ймовірно, буде внесена до Книги рекордів Гіннесу (відповідна заявка вже подана), відома фахівцям не перший рік. Шість таких рибок в 1979 році вперше виловив науковий співробітник Австралійського музею Джеф Лейс. Їх вивченням багато років ніхто серйозно не займався, можливо тому, що вони украй рідко траплялися в сіті дослідників. Тільки у 2000 році каліфорнійські іхтіологи Волкер і Вотсон вперше усвідомили, що знахідка Лейса може виявитися представником раніше не відомого виду. Остаточно в цьому статусі вона була затверджена лише 6 липня і тоді ж отримала своє латинське видове ім'я Schindleria brevipinguis — "Шиндлерія коротка.
Риби роду Шиндлерій відкриті і описані ще на початку 30-х років минулого століття. Треба сказати, що це цілком унікальна група морських хребетних, представники якої впродовж всього життя зберігають зовнішність личинок. Вони відрізняються прозорим тілом, яке просвічується, і практично, позбавлене пігментації, що робить рибу непомітною. Хрящовий череп цих риб ніколи не костеніє, а грудні плавники зберігають округлу форму, типову для ранніх личинок. Шиндлерії харчуються дрібним планктоном і зустрічаються в прибережних водах Індійського і Тихого океанів. До цих пір систематики вважали, що цей рід включає лише два види, тепер же до них додався і третій. Як цілком ненауковий курйоз варто відзначити, що відомий англійський бас-гітарист Кріс Сквайр присвятив Шиндлерії звичайній (Schindleria praematurus) одну зі своїх пісень.
Шиндлерія коротка досягає статевої зрілості у віці двох-чотирьох тижнів, а живе усього лише два місяці. Вона траплялася докторові Лейсу поблизу острова Ящірок (Lizard Island), розташованого в північній частині Великого Бар'єрного Рифу. Острів, відкритий Джеймсом Куком в 1770 році, знаменитий не лише своїми багатозірковими готелями, але також чудово оснащеною біостанцією, що працює з 1973 року. На думку фахівців, найменша в світі рибка може мешкати і в інших коралових лагунах цього регіону.